# Ranunculus dolosus
Ranunculus dolosus är en ranunkelväxtart som beskrevs av Fisch. och C. A. Mey.. Ranunculus dolosus ingår i släktet ranunkler, och familjen ranunkelväxter. Inga underarter finns listade i Catalogue of Life.